# Bertaut de Chartres
 (mars 2025).
Bertaut de Chartres est un noble français du XIVe siècle.

## Biographie
Bertaut de Chartres est né avant 1377, car on trouve déjà son sceau à cette date, et meurt après 1404, car il est alors au service de Jean sans Peur après cette date. 
Il s’illustre en Prusse contre les Lituaniens, dans le cadre de l'ordre teutonique.
Il travaille à l'éducation du futur duc de Bourgogne Jean sans Peur, qui règne de 1404 à 1419, dont il devient le chambellan. Il est également le garde du corps du frère cadet de celui-ci, Philippe,.
Il a un frère, Philippe de Chartres, et est marié à Huguette de Frolois avec qui il a Jean de Chartres, qui est marié le 27 août 1407 à Marie de Cassinel, fille de of Guillaune III de Cassinel et Marie de Jouy,.